# 弁論家の最高種について
弁論家の最高種について（ラテン語: De optimo genere oratorum）は、共和政ローマ後期、紀元前1世紀の弁論家、キケロによる修辞学に関する著作。理想の弁論を表わすため、紀元前46年に翻訳したアイスキネスの『クテシポン反駁』と、デモステネスの『冠について（クテシポン弁護）』の序文とされるが、本文は散逸している。
紀元前48年のパルサルスの戦いで、キケロがついていたグナエウス・ポンペイウスがガイウス・ユリウス・カエサルに敗れ、それ以降著作に没頭していた頃の作品で、『ブルトゥス』、『弁論家』と同年に書かれたとされるが、恐らく写本が作成される際にミスが紛れ込んでおり、本当にキケロが翻訳したのか、それを出版したのかどうか議論がある。ここでの彼の理想の弁論追求は、次の『弁論家』で更に展開され、デモステネスが理想であることが、マルクス・ユニウス・ブルトゥス宛の書簡の形で表わされているという
内容は、
- 弁論家の五大義務を重視すべきである（1-6節）
- 派手なアジア風（英語版）ではなく、アテナイのアッティカ風弁論こそが理想である（7-13節）
- 翻訳の目的は、デモステネスとアイスキネスこそが真の弁論家であることを示すためである（13-17節）
- 両者の弁論を翻訳することで、良い弁論の特性を明らかにする（18節）
- デモステネスとアイスキネスの弁論による対立の歴史的背景（19-23節）

となっている。
1世紀のクィントゥス・アスコニウス・ペディアヌスの頃には軽視されていたが、4世紀のヒエロニムスが『翻訳の最高種について』で取り上げたため、知られるようになった。